# آرگنتال
آرگنتال (به آلمانی: Argenthal) یک شهر در آلمان است که در راین-هونسروک واقع شده‌است. آرگنتال ۱٬۶۳۸ نفر جمعیت دارد.